# World Padel Tour 2021
El World Padel Tour 2021 es la novena edición del circuito profesional de pádel World Padel Tour. Esta edición se celebra a lo largo del año 2021 en seis países y tiene tanto categoría masculina como femenina. En el ámbito económico, los organizadores del torneo, el grupo Damm esperaban que fuera la primera edición del circuito que generase beneficios a la compañía, después de que la pandemia hubiera obligado a suspender buena parte del calendario del World Padel Tour 2020 y todos los torneos disputados, excepto tres, que se tuvieron que jugar a puerta cerrada.
El calendario al completo cuenta con 25 eventos en once países diferentes, entre los cuales se encuentran España, Italia, Suecia o Portugal. Algunas de las ciudades que han acogido torneos en España son Málaga, Lérida, Vigo, El Puerto de Santa María, Albacete, Córdoba o Valladolid.
En el plano deportivo, al inicio del año se oficializaron numerosos cambios de pareja de los jugadores y jugadoras mejor posicionados en los circuitos masculino y femenino:
En el circuito masculino, los principales cambios incluyen la unión de Fernando Belasteguín y Sanyo Gutiérrez, Agustín Tapia y Pablo Lima, Paquito Navarro y Martín Di Nenno, Franco Stupaczuk y Álex Ruíz, Maxi Sánchez y Tito Allemandi, Juan Martín Díaz y Coki Nieto, y Momo González y Javi Rico. En cambio, parejas como Juan Tello y Federico Chingotto, Javier Ruiz y Uri Botello, Matías Díaz y Agustín Gómez Silingo y los números uno Juan Lebrón y Alejandro Galán mantienen su proyecto para el World Padel Tour 2021.
En el circuito femenino, el año 2020 terminó con la separación de las números uno Gemma Triay y Lucía Sainz. Para el World Padel Tour 2021, los principales cambios incluyen la unión de Gemma Triay y Alejandra Salazar, Lucía Sainz y Bea González, Ariana Sánchez y Paula Josemaría, Elisabeth Amatriaín y Sofia Araújo, Patricia Llaguno y María Virginia Riera, Aranzazu Osoro y Victoria Iglesias, y Cata Tenorio y Ana Catarina Nogueira. Se mantienen Marta Marrero y Marta Ortega y las gemelas Majo Sánchez Alayeto y Mapi Sánchez Alayeto.

## Calendario
| Torneo              | Ciudad              | País      | Fecha                               |
| ------------------- | ------------------- | --------- | ----------------------------------- |
| Madrid Open         | Madrid              | España    | 4 de abril - 11 de abril            |
| Alicante Open       | Alicante            | España    | 18 de abril - 25 de abril           |
| Vigo Open           | Vigo                | España    | 2 de mayo - 9 de mayo               |
| Santander Open      | Santander           | España    | 24 de mayo - 30 de mayo             |
| Marbella Master     | Marbella            | España    | 7 de junio - 13 de junio            |
| Valladolid Master   | Valladolid          | España    | 21 de junio - 27 de junio           |
| Valencia Open       | Valencia            | España    | 6 de julio - 11 de julio            |
| Marbella Challenger | Marbella            | España    | 12 de julio - 18 de julio           |
| Las Rozas Open      | Las Rozas de Madrid | España    | 19 de julio - 25 de julio           |
| Lerma Challenger    | Lerma               | España    | 26 de julio - 1 de agosto           |
| Málaga Open         | Málaga              | España    | 2 de agosto - 8 de agosto           |
| La Nucia Challenger | La Nucia            | España    | 9 de agosto - 15 de agosto          |
| Calanda Challenger  | Calanda             | España    | 23 de agosto - 29 de agosto         |
| Cascais Master      | Cascais             | Portugal  | 30 de agosto - 5 de septiembre      |
| Sardegna Open       | Cagliari            | Italia    | 6 de septiembre - 11 de septiembre  |
| Barcelona Master    | Barcelona           | España    | 13 de septiembre - 19 de septiembre |
| Lugo Open           | Lugo                | España    | 20 de septiembre - 26 de septiembre |
| Albacete Challenger | Albacete            | España    | 27 de septiembre - 3 de octubre     |
| Menorca Open        | Menorca             | España    | 4 de octubre - 10 de octubre        |
| Alfafar Challenger  | Alfafar             | España    | 11 de octubre - 17 de octubre       |
| Córdoba Open        | Córdoba             | España    | 18 de octubre - 24 de octubre       |
| Swedish Open        | Malmö               | Suecia    | 8 de noviembre - 14 de noviembre    |
| Buenos Aires Master | Buenos Aires        | Argentina | 22 de noviembre - 28 de noviembre   |
| México Open         | Ciudad de México    | México    | 29 de noviembre - 6 de diciembre    |
| Madrid Master Final | Madrid              | España    | 16 de diciembre - 19 de diciembre   |

## Campeones por torneo

### Competición masculina
Open
     Master
     Challenger
     Master Final
| Torneo              | Ganadores                              | Finalistas                             | Resultado       |
| ------------------- | -------------------------------------- | -------------------------------------- | --------------- |
| Madrid              | Fernando Belasteguín y Sanyo Gutiérrez | Franco Stupaczuk y Alejandro Ruíz      | 6-7, 6-4 y 6-3  |
| Alicante            | Juan Lebrón y Alejandro Galán          | Franco Stupaczuk y Alejandro Ruíz      | 6-0 y 6-4       |
| Vigo                | Fernando Belasteguín y Sanyo Gutiérrez | Paquito Navarro y Martín Di Nenno      | 4-6, 6-4 y 6-2  |
| Santander           | Juan Lebrón y Alejandro Galán          | Javier Rico y Jerónimo González        | 6-3 y 6-2       |
| Marbella            | Juan Lebrón y Alejandro Galán          | Pablo Lima y Agustín Tapia             | 7-6 y 6-2       |
| Valladolid          | Maxi Sánchez y Luciano Capra           | Federico Chingotto y Juan Tello        | 6-3 y 6-4       |
| Valencia            | Fernando Belasteguín y Sanyo Gutiérrez | Juan Lebrón y Alejandro Galán          | 7-5 3-6 y 6-4   |
| Marbella            | Javier Rico y Jerónimo González        | Jorge Nieto y Adrián Allemandi         | 6-3, 3-6 y 6-3  |
| Las Rozas de Madrid | Pablo Lima y Agustín Tapia             | Fernando Belasteguín y Sanyo Gutiérrez | 6-1 y 6-4       |
| Lerma               | Luciano Capra y Javier Garrido         | Javier Rico y Jerónimo González        | 6-3 y 6-3       |
| Málaga              | Pablo Lima y Agustín Tapia             | Paquito Navarro y Martín Di Nenno      | 6-2 y 7-6       |
| La Nucia            | Javier Rico y Jerónimo González        | Lucas Campagnolo y Lucas Bergamini     | 6-4, 2-0 y ret. |
| Calanda             | Jorge Nieto y Adrián Allemandi         | Denis Perino y Arnau Ayats             | 6-3 y 6-3       |
| Cascais             | Juan Lebrón y Alejandro Galán          | Federico Chingotto y Juan Tello        | 4-6 7-5 y 6-3   |
| Cagliari            | Franco Stupaczuk y Alejandro Ruíz      | Paquito Navarro y Martín Di Nenno      | 6-2 y 7-6       |
| Barcelona           | Paquito Navarro y Martín Di Nenno      | Federico Chingotto y Juan Tello        | 6-2, 3-6 y 6-4  |
| Lugo                | Juan Lebrón y Alejandro Galán          | Paquito Navarro y Martín Di Nenno      | 6-4, 4-6 y 6-3  |
| Albacete            | Javier Garrido y Miguel Yanguas        | Luciano Capra y Agustín Gutiérrez      | 6-2 y 7-5       |
| Menorca             | Juan Lebrón y Alejandro Galán          | Paquito Navarro y Martín Di Nenno      | 6-3 y 6-4       |
| Alfafar             | Jorge Nieto y Javier Gonzalez Barahona | Gonzalo Rubio y Iván Ramirez Del Campo | 6-4 y 6-2       |
| Córdoba             | Paquito Navarro y Martín Di Nenno      | Franco Stupaczuk y Alejandro Ruíz      | 6-3 y 6-3       |
| Malmö               | Sanyo Gutiérrez y Agustín Tapia        | Paquito Navarro y Martín Di Nenno      | 7-5 y 6-0       |
| Buenos Aires        | Paquito Navarro y Martín Di Nenno      | Sanyo Gutiérrez y Agustín Tapia        | 6-4 y 6-2       |
| Ciudad de México    | Franco Stupaczuk y Alejandro Ruiz      | Paquito Navarro y Martín Di Nenno      | 6-3, 3-6 y 6-2  |
| Madrid Master Final | Juan Lebrón y Alejandro Galán          | Sanyo Gutiérrez y Agustín Tapia        | 6-4 y 6-4       |

### Competición femenina
Open
     Master
     Challenger
     Master Final
| Torneo              | Ganadores                               | Finalistas                              | Resultado      |
| ------------------- | --------------------------------------- | --------------------------------------- | -------------- |
| Madrid              | Paula Josemaría y Ariana Sánchez        | Lucía Sainz y Bea González              | 6-3 y 6-4      |
| Alicante            | Alejandra Salazar y Gemma Triay         | Paula Josemaría y Ariana Sánchez        | 6-0 y 6-1      |
| Vigo                | María Virginia Riera y Patricia Llaguno | Alejandra Salazar y Gemma Triay         | 2-6, 6-3 y 7-5 |
| Santander           | Delfi Brea y Tamara Icardo              | María Virginia Riera y Patricia Llaguno | 6-1 y 7-5      |
| Marbella            | Paula Josemaría y Ariana Sánchez        | María Virginia Riera y Patricia Llaguno | 6-2 y 6-3      |
| Valladolid          | Alejandra Salazar y Gemma Triay         | Paula Josemaría y Ariana Sánchez        | 6-3 y 6-3      |
| Valencia            | Delfi Brea y Tamara Icardo              | Alejandra Salazar y Gemma Triay         | 6-7 6-1 y 6-4  |
| Marbella            | Aranzazu Osoro y Victoria Iglesias      | Elisabeth Amatriaín y Carolina Navarro  | 5-7, 7-5 y 6-4 |
| Las Rozas de Madrid | Paula Josemaría y Ariana Sánchez        | Marta Marrero y Marta Ortega            | 6-2 y 6-1      |
| Lerma               | Carla Mesa y Mari Carmen Villalba       | Jessica Castelló y Alix Collombon       | 6-0 y 7-5      |
| Málaga              | Alejandra Salazar y Gemma Triay         | Delfina Brea y Tamara Icardo            | 7-5 y 6-2      |
| La Nucia            | Jessica Castelló y Alix Collombon       | Aranzazu Osoro y Bárbara Las Heras      | 6-1 y 6-3      |
| Calanda             | Elisabeth Amatriaín y Carolina Navarro  | Jessica Castelló y Alix Collombon       | 6-4 y 7-6      |
| Cascais             | Paula Josemaría y Ariana Sánchez        | Marta Marrero y Marta Ortega            | 6-3 y 6-4      |
| Cagliari            | Alejandra Salazar y Gemma Triay         | Paula Josemaría y Ariana Sánchez        | 6-7,6-3 y 6-1  |
| Barcelona           | Alejandra Salazar y Gemma Triay         | Lucía Sainz y Bea González              | 6-1 y 6-2      |
| Lugo                | Alejandra Salazar y Gemma Triay         | María Virginia Riera y Patricia Llaguno | 6-1 y 6-4      |
| Albacete            | Sofía Araujo y Ana Catarina Nogueira    | Carmen Goenaga y Beatriz Caldera        | 3-6, 7-6 y 6-3 |
| Menorca             | Alejandra Salazar y Gemma Triay         | Lucía Sainz y Marta Marrero             | 4-6, 6-4 y 6-3 |
| Alfafar             | Jessica Castelló y Alix Collombon       | Elisabeth Amatriaín y Carolina Navarro  | 6-3 y 6-2      |
| Córdoba             | Alejandra Salazar y Gemma Triay         | Paula Josemaría y Ariana Sánchez        | 6-7, 6-4 y 6-4 |
| Malmö               | Paula Josemaría y Ariana Sánchez        | Delfina Brea y Tamara Icardo            | 6-2 y 6-3      |
| Buenos Aires        | No disputado - Torneo masculino         |                                         |                |
| Ciudad de México    | No disputado - Torneo masculino         |                                         |                |
| Madrid Master Final | Paula Josemaría y Ariana Sánchez        | Lucía Sainz y Marta Marrero             | 6-4 y 6-2      |

## Ranking Race 2021

### Ranking masculino
| Ranking | Nombre               | País      | Puntos | Nº torneos | Ganador | Finalista                                                                                         |
| ------- | -------------------- | --------- | ------ | ---------- | --- | ------------------------------------------------------------------------------------------------- |
| 1       | Alejandro Galán      | España    | 13.055 | 7          | Alicante Open, Santander Open, Marbella Master, Cascais Master, Lugo Open, Menorca Open, Madrid Master Final | Valencia Open                                                                                     |
| 1       | Juan Lebrón          | España    | 13.055 | 7          | Alicante Open, Santander Open, Marbella Master, Cascais Master, Lugo Open, Menorca Open, Madrid Master Final | Valencia Open                                                                                     |
| 3       | Paquito Navarro      | España    | 11.910 | 3          | Barcelona Master, Córdoba Open, Buenos Aires Master                                                          | Vigo Open, Málaga Open, Sardegna Open, Lugo Open, Menorca Open, Malmö Open, Ciudad de México Open |
| 3       | Martín Di Nenno      | Argentina | 11.910 | 3          | Barcelona Master, Córdoba Open, Buenos Aires Master                                                          | Vigo Open, Málaga Open, Sardegna Open, Lugo Open, Menorca Open, Malmö Open, Ciudad de México Open |
| 5       | Sanyo Gutiérrez      | Argentina | 9.010  | 4          | Madrid Open, Vigo Open, Valencia Open, Malmö Open                                                            | Las Rozas Open, Buenos Aires Master, Madrid Master Final                                          |
| 6       | Agustín Tapia        | Argentina | 8.770  | 3          | Las Rozas Open, Málaga Open, Malmö Open                                                                      | Marbella Master, Buenos Aires Master, Madrid Master Final                                         |
| 7       | Alejandro Ruíz       | España    | 7.555  | 2          | Sardegna Open, Ciudad de México Open                                                                         | Madrid Open, Alicante Open, Córdoba Open                                                          |
| 8       | Franco Stupaczuk     | Argentina | 7.515  | 2          | Sardegna Open, Ciudad de México Open                                                                         | Madrid Open, Alicante Open, Córdoba Open                                                          |
| 9       | Fernando Belasteguín | Argentina | 6.675  | 3          | Madrid Open, Vigo Open, Valencia Open                                                                        | Las Rozas Open                                                                                    |
| 10      | Federico Chingotto   | Argentina | 6.515  | 0          | | Valladolid Master, Cascais Master, Barcelona Master                                               |
| 10      | Juan Tello           | Argentina | 6.515  | 0          | | Valladolid Master, Cascais Master, Barcelona Master                                               |
| 12      | Pablo Lima           | Brasil    | 6.360  | 2          | Las Rozas Open, Málaga Open                                                                                  | Marbella Master                                                                                   |
| 13      | Luciano Capra        | Argentina | 4.991  | 2          | Valladolid Master, Lerma Challenger                                                                          | Albacete Challenger                                                                               |
| 14      | Maxi Sánchez         | Argentina | 4.800  | 1          | Valladolid Master                                                                                            |                                                                                                   |
| 15      | Arturo Coello        | España    | 3.696  | 0          | |                                                                                                   |
| 16      | Jerónimo González    | España    | 3.673  | 2          | Marbella Challenger, La Nucia Challenger                                                                     | Lerma Challenger, Santander Open                                                                  |

### Ranking femenino
| Ranking | Nombre               | País      | Puntos | Nº torneos | Ganadora | Finalista                                                         |
| ------- | -------------------- | --------- | ------ | ---------- | --- | ----------------------------------------------------------------- |
| 1       | Alejandra Salazar    | España    | 12.755 | 8          | Alicante Open, Valladolid Master, Málaga Open, Sardegna Open, Barcelona Master, Lugo Open, Menorca Open, Córdoba Open | Vigo Open, Valencia Open                                          |
| 1       | Gemma Triay          | España    | 12.755 | 8          | Alicante Open, Valladolid Master, Málaga Open, Sardegna Open, Barcelona Master, Lugo Open, Menorca Open, Córdoba Open | Vigo Open, Valencia Open                                          |
| 3       | Ariana Sánchez       | España    | 11.585 | 6          | Madrid Open, Marbella Master, Las Rozas Open, Cascais Master, Malmö Open, Madrid Master Final                         | Alicante Open, Valladolid Master, Sardegna Open, Córdoba Open     |
| 3       | Paula Josemaría      | España    | 11.585 | 6          | Madrid Open, Marbella Master, Las Rozas Open, Cascais Master, Malmö Open, Madrid Master Final                         | Alicante Open, Valladolid Master, Sardegna Open, Córdoba Open     |
| 5       | Delfi Brea           | Argentina | 7.505  | 2          | Santander Open, Valencia Open                                                                                         | Málaga Open, Malmö Open                                           |
| 6       | Tamara Icardo        | España    | 7.294  | 2          | Santander Open, Valencia Open                                                                                         | Málaga Open, Malmö Open                                           |
| 7       | María Virginia Riera | Argentina | 6.955  | 1          | Vigo Open | Santander Open, Marbella Master, Lugo Open                        |
| 7       | Patricia Llaguno     | España    | 6.955  | 1          | Vigo Open | Santander Open, Marbella Master, Lugo Open                        |
| 9       | Lucía Sainz          | España    | 6.625  | 0          | | Madrid Open, Barcelona Master, Menorca Open, Madrid Master Final  |
| 10      | Marta Marrero        | España    | 5.840  | 0          | | Las Rozas Open, Cascais Master, Menorca Open, Madrid Master Final |
| 11      | Bea González         | España    | 5.735  | 0          | | Madrid Open, Barcelona Master                                     |
| 12      | Victoria Iglesias    | España    | 5.120  | 1          | Marbella Challenger                                                                                                   |                                                                   |
| 13      | Aranzazu Osoro       | Argentina | 5.115  | 1          | Marbella Challenger                                                                                                   | La Nucia Challenger                                               |
| 14      | Marta Ortega         | España    | 4.950  | 0          | | Las Rozas Open, Cascais Master                                    |
| 15      | Majo Sánchez Alayeto | España    | 3.435  | 0          | |                                                                   |
| 16      | Mapi Sánchez Alayeto | España    | 3.265  | 0          | |                                                                   |